# Phyllarthron madagascariense
Phyllarthron madagascariense là một loài thực vật có hoa trong họ Chùm ớt. Loài này được K. Schum. miêu tả khoa học đầu tiên năm 1895.